# تيد لانج
تيد لانج (بالإنجليزية: Ted Lange)‏ (و. 1948  م) هو مخرج أفلام، وكاتب سيناريو، وممثل مسرحي، وممثل أفلام، وممثل تلفزي أمريكي، ولد في أوكلاند، كاليفورنيا.

## التعليم
تعلم في الأكاديمية الملكية للفنون المسرحية.

## وصلات خارجية
- تيد لانج على موقع IMDb (الإنجليزية)
- تيد لانج على موقع ألو سيني (الفرنسية)
- تيد لانج على موقع أول موفي (الإنجليزية)
- تيد لانج على موقع قاعدة بيانات برودواي على الإنترنت (الإنجليزية)
- تيد لانج على موقع قاعدة بيانات الأفلام السويدية (السويدية)
- تيد لانج على موقع إن إن دي بي (الإنجليزية)
- تيد لانج على موقع قاعدة بيانات الفيلم (الإنجليزية)
- تيد لانج على موقع كينوبويسك (الروسية)